# Giuseppe Hess
Giuseppe Edmondo Hess, noto anche come Bino o Pino (Torino, 4 aprile 1885 – Torino, 19 giugno 1967), è stato un calciatore e dirigente sportivo italiano, di ruolo terzino.

## Biografia
Il padre, originario della Prussia Renana, e la madre, di Francoforte, furono sudditi tedeschi immigrati a Torino, dove risultano iscritti alla comunità evangelica in data imprecisata tra il 1870 e il 1880.

## Carriera

### Giocatore
Hess fu un giocatore della Juventus, ove giocò sia nella prima squadra che in quella riserve. Con la cosiddetta Juventus II vinse la Seconda Categoria del 1905. Ha poi avuto un intermezzo alla US Milanese nella stagione 1908-1909, prima di tornare alla Juventus.
Fece il suo esordio nella prima squadra juventina contro la Pro Vercelli, il 2 marzo 1908, in un pareggio per 1-1, mentre la sua ultima partita fu contro l'Inter, l'11 febbraio 1912, in una sconfitta per 4-0. In quattro stagioni in prima squadra collezionò 29 presenze senza segnare.

### Dirigente
Ritiratosi dall'attività agonistica nel 1912, entrò nei ranghi dirigenziali della Juventus, divenendo presidente dal 1913 al 1915 e, ulteriormente membro del consiglio d'amministrazione coprendo la carica vicepresidenziale, compiendo anche la funzione di direttore della sezione tennistica bianconera tra gli anni 1930 e 1940. Contemporaneamente, intraprese una brillante carriera da avvocato.

## Statistiche

### Presenze e reti nei club
| Stagione  | Club     | Campionato | Campionato | Campionato | Campionato |
| Stagione  | Club     | Comp       | Pres       | Reti       |            |
| --------- | -------- | ---------- | ---------- | ---------- | ---------- |
| 1907-1908 | Juventus | CIPC       | 2          | 0          |            |
| 1909-1910 | Juventus | PC         | 4          | 0          |            |
| 1910-1911 | Juventus | PC         | 5          | 0          |            |
| 1911-1912 | Juventus | PC         | 16         | 0          |            |
| Totale    | Totale   | Totale     | 29         | 0          |            |

## Palmarès

### Calciatore

#### Club

##### Competizioni nazionali
- Seconda Categoria: 1

Juventus II: 1905